# Kathryn Hahn

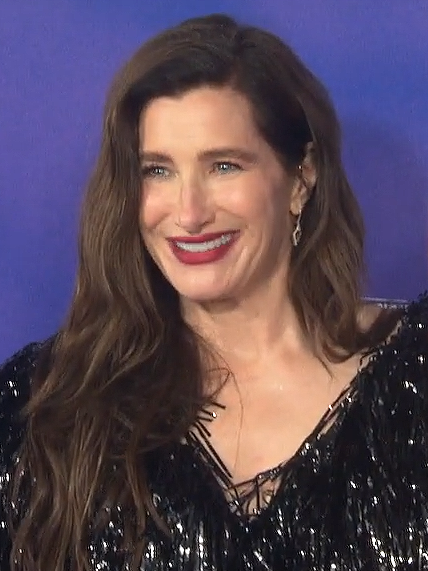
Kathryn Hahn (2024)

Kathryn Marie Hahn (* 23. Juli 1973 in Westchester, Illinois) ist eine US-amerikanische Schauspielerin. Bekannt wurde sie ab 2001 durch ihre Rolle der Lily Lebowski in der Krimiserie Crossing Jordan – Pathologin mit Profil.

## Leben und Leistungen
Kathryn Hahn wuchs in Cleveland in Ohio auf. Sie absolvierte an der Northwestern University Theaterkunst, später studierte sie Dramatik an der Yale University. Danach trat sie in einigen Theaterstücken auf.
Ihre erste Filmrolle spielte sie in der Komödie Flushed aus dem Jahr 1999. Von 2001 bis zum Ende der Serie 2007 spielte sie in der Krimiserie Crossing Jordan – Pathologin mit Profil die Rolle von Lily Lebowski. In der Komödie Wie werde ich ihn los – in 10 Tagen? von 2003 spielte sie die Rolle von Michelle Rubin, einer Freundin von Andie Anderson (Kate Hudson), die in einer der Szenen gegenüber Ben Barry (Matthew McConaughey) eine Beziehungstherapeutin spielt. 2004 war sie in der Komödie Anchorman – Die Legende von Ron Burgundy neben Will Ferrell und Christina Applegate zu sehen. 2011 war Hahn in der Hauptrolle der Helen neben Hank Azaria und Anthony Head in der NBC-Serie Free Agents, der US-Adaption der gleichnamigen britischen Fernsehserie, zu sehen. Die Serie wurde bereits nach der vierten Folge aufgrund der geringen Zuschauerzahlen abgesetzt. Es folgten weitere Film- und Fernsehrollen. 2022 spielte sie in der Serie WandaVision mit und übernahm 2024 die Hauptrolle in der Folgeserie Agatha All Along. Ihr Schaffen umfasst rund 80 Produktionen.
Hahn ist seit dem Jahr 2002 mit dem Schauspieler Ethan Sandler verheiratet. Sie leben in Los Angeles mit ihren 2006 und 2009 geborenen Kindern.

## Filmografie (Auswahl)
- 1999: Flushed
- 2001–2007: Crossing Jordan – Pathologin mit Profil (Crossing Jordan, Fernsehserie, 115 Episoden)
- 2003: Wie werde ich ihn los – in 10 Tagen? (How to Lose a Guy in 10 Days)
- 2004: Total verknallt in Tad Hamilton (Win a Date with Tad Hamilton!)
- 2004: Anchorman – Die Legende von Ron Burgundy (Anchorman: The Legend of Ron Burgundy)
- 2004: Wake Up, Ron Burgundy: The Lost Movie
- 2005: So was wie Liebe (A Lot Like Love)
- 2006: Liebe braucht keine Ferien (The Holiday)
- 2007: Mimzy – Meine Freundin aus der Zukunft (The Last Mimzy)
- 2008: Stiefbrüder (Step Brothers)
- 2008: Zeiten des Aufruhrs (Revolutionary Road)
- 2009: The Goods – Schnelle Autos, schnelle Deals (The Goods: Live Hard, Sell Hard)
- 2010: Woher weißt du, dass es Liebe ist (How Do You Know?)
- 2011: Free Agents (Fernsehserie, 8 Episoden)
- 2011: Mad Love (Fernsehserie, Episode 1x12)
- 2011: Our Idiot Brother
- 2012: Der Diktator (The Dictator)
- 2012: Wanderlust – Der Trip ihres Lebens (Wanderlust)
- 2012, 2014–2015: Parks and Recreation (Fernsehserie, 11 Episoden)
- 2013: Love. Sex. Life. (Afternoon Delight)
- 2013: Wir sind die Millers (We’re the Millers)
- 2013: Bad Words
- 2013: Das erstaunliche Leben des Walter Mitty (The Secret Life of Walter Mitty)
- 2014: Chozen (Fernsehserie, 10 Episoden, Stimme von Tracy)
- 2014: Broadway Therapy (She’s Funny That Way)
- 2014: Sieben verdammt lange Tage (This Is Where I Leave You)
- 2014–2019: Transparent (Fernsehserie, 22 Episoden)
- 2015: Happyish (Fernsehserie, 10 Episoden)
- 2015: The D Train
- 2015: A World Beyond (Tomorrowland)
- 2015: The Visit
- 2016: Brooklyn Nine-Nine (Fernsehserie, Episode 3x11)
- 2016: Captain Fantastic – Einmal Wildnis und zurück (Captain Fantastic)
- 2016: Bad Moms
- 2016: The Do-Over
- 2016–2017: I Love Dick (Fernsehserie, 8 Episoden)
- 2017: Bad Moms 2 (A Bad Moms Christmas)
- 2017: Flower
- 2018: Private Life
- 2018: The Romanoffs (Fernsehserie, 1 Episode)
- 2018: Hotel Transsilvanien 3 – Ein Monster Urlaub (Hotel Transylvania 3: Summer Vacation, Stimme)
- 2018: Spider-Man: A New Universe (Spider-Man: Into the Spider-Verse, Stimme)
- 2019: Mrs. Fletcher (Fernsehserie, 10 Episoden)
- 2020: I Know This Much Is True (Fernsehserie, 7 Episoden)
- 2020–2022: Central Park (Fernsehserie, Stimme)
- 2021: WandaVision (Fernsehserie, 9 Episoden)
- 2021: Der Therapeut von nebenan (The Shrink Next Door, Fernsehserie)
- 2022: Hotel Transsilvanien 4 – Eine Monster Verwandlung (Hotel Transylvania: Transformania, Stimme)
- 2022: Glass Onion: A Knives Out Mystery
- 2023: Tiny Beautiful Things (Miniserie)
- 2024: Agatha All Along (Fernsehserie, 9 Episoden)
- 2024: What If…? (Fernsehserie, Episode 3x02)
- 2024: Die Hart (Fernsehserie, 7 Episoden)

## Auszeichnungen
Emmy
- 2017: Nominierung als Beste Nebendarstellerin in einer Comedyserie für Transparent
- 2021: Nominierung als Beste Nebendarstellerin in einer Miniserie oder Fernsehfilm für Wandavision
- 2023: Nominierung als Beste Hauptdarstellerin in einer Miniserie oder Fernsehfilm für Tiny Beautiful Things
- 2025: Nominierung als Beste Nebendarstellerin in einer Comedyserie für The Studio

Golden Globe
- 2025: Nominierung als Beste Serien-Hauptdarstellerin - Komödie oder Musical für Agatha All Along

Screen Actors Guild Award
- 2016: Nominierung für das Beste Schauspielensemble in einer Comedyserie (gemeinsam mit dem Cast) für Transparent
- 2017: Nominierung für das Beste Schauspielensemble in einem Film (gemeinsam mit dem Cast) für Captain Fantastic – Einmal Wildnis und zurück
- 2024: Nominierung als Beste Darstellerin in einem Fernsehfilm oder Miniserie für Tiny Beautiful Things

Satellite Award
- 2017: Nominierung als Beste Darstellerin in einer Serie - Komödie/Musical für I Love Dick
- 2022: Auszeichnung für das Beste Schauspielensemble (gemeinsam mit dem Cast) für Glass Onion: A Knives Out Mystery
- 2023: Nominierung als Beste Darstellerin in einer Miniserie oder einem Fernsehfilm für Tiny Beautiful Things

Saturn Award
- 2022: Nominierung als Beste TV-Nebendarstellerin in einer Streamingserie für Wandavision
- 2025: Nominierung als Beste TV-Hauptdarstellerin für Agatha All Along

Critics’ Choice Movie Awards
- 2023: Auszeichnung für das Beste Schauspielensemble (gemeinsam mit dem Cast) für Glass Onion: A Knives Out Mystery

AAFCA Awards
- 2023: Auszeichnung für das Beste Schauspielensemble (gemeinsam mit dem Cast) für Glass Onion: A Knives Out Mystery

Critics Choice TV Award
- 2022: Nominierung als Beste Nebendarstellerin in einer Miniserie oder Fernsehfilm für Wandavision